# Charles Garnier
Jean-Louis-Charles Garnier (Parigi, 6 novembre 1825 – Parigi, 3 agosto 1898) è stato un architetto francese.

## Biografia

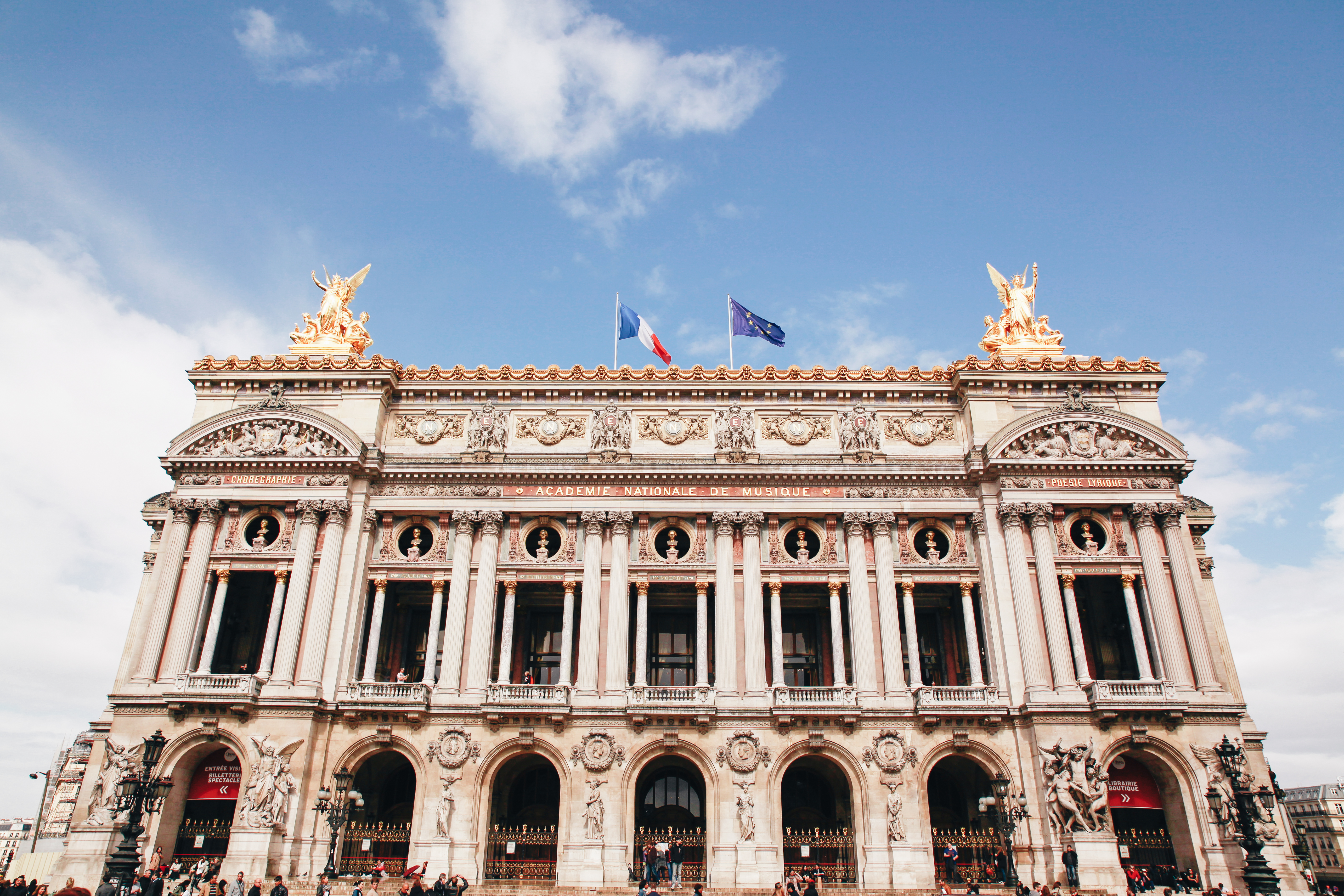
L'Opéra Garnier

Era figlio di Jean André Garnier (1796-1865) e di Louise Françoise Félicité Colle (1802-1859).
Vince nel 1848 il Prix de Rome dell'Accademia francese delle scienze che gli permette di soggiornare a Roma. Nel 1852 si reca ad Atene. Questi anni avranno una forte influenza sulla sua produzione architettonica. Tornato a Parigi nel 1854, lavora con Théodore Ballu e con Eugène Viollet-le-Duc. Nel 1861 è un architetto ancora sconosciuto quando vince il concorso per l'Opéra national de Paris, realizzando l'Opéra Garnier che resterà la sua opera più emblematica e alla quale dedicherà 14 anni della propria vita.
Nel 1874 diventa membro dell'Accademia delle Belle Arti. È stato inoltre l'autore di una vasta produzione scientifica, pubblicando numerosi testi sull'archeologia greca. La sua opera diventata simbolo dello stile Napoleone III rivela un temperamento neobarocco con decorazione eclettica e sovraccarica.

## Principali opere

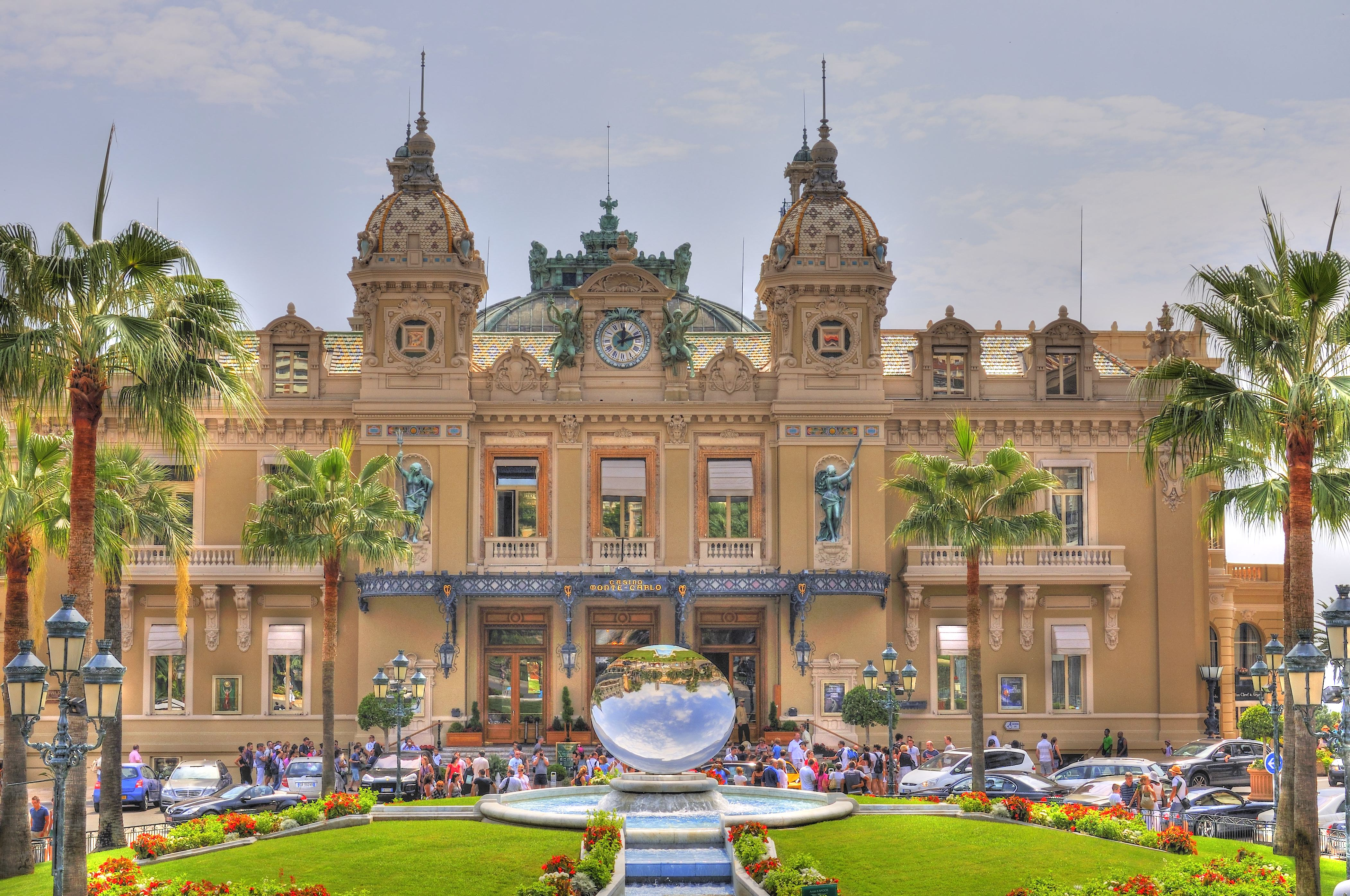
Casinò di Monte Carlo

- L'Opéra Garnier dell'Opéra National de Paris a Parigi (1861-1875)
- Il Grand Théâtre de Monte Carlo (1878-1879) e il Casinò di Monte Carlo a Monte Carlo
- Il Panorama Marigny (1880/1882[2], trasformato in Théâtre Marigny nel 1925), a Parigi
- Il Circolo della libreria, boulevard Saint-Germain a Parigi
- Hôtel particulier (detto "Casa Opera"), rue du Docteur-lancereaux a Parigi
- Il Casino e lo stabilimento termale a Vittel (Francia)
- L'Osservatorio astronomico (1880-1892) a Nizza (Francia), in collaborazione con Gustave Eiffel

In Italia, a Bordighera dove ha soggiornato a lungo, è l'autore di:
- Villa Garnier, 1871
- Scuola Comunale (in seguito diventato il Palazzo comunale (Municipio), 1873.
- Progetto per un Piano di Ampliamento, 1875.
- Tracciato della via Romana, 1875.
- Villa Bischoffsheim, in seguito ribattezzata Villa Etelinda, 1875.
- Chiesa di Terrasanta, 1882.
- Villa Studio, 1884.